# Campanula alliariifolia
Campanula alliariifolia là loài thực vật có hoa trong họ Hoa chuông. Loài này được Willd. mô tả khoa học đầu tiên năm 1798.